# Nové Chalupy (Nová Pec)
Nové Chalupy jsou vesnice, část obce Nová Pec v okrese Prachatice v Jihočeském kraji. Nachází se v jihovýchodní části obce a je zde evidováno 92 adres. V roce 2011 zde trvale žilo 277 obyvatel.
Nové Chalupy leží v katastrálním území Nová Pec o výměře 59,91 km².

## Historie
První písemná zmínka o vesnici pochází z roku 1848.

## Obyvatelstvo
| Rok            | 1869 | 1880 | 1890 | 1900 | 1910 | 1921 | 1930 | 1950 | 1961 | 1970 | 1980 | 1991 | 2001 | 2011 | 2021 |
| -------------- | ---- | ---- | ---- | ---- | ---- | ---- | ---- | ---- | ---- | ---- | ---- | ---- | ---- | ---- | ---- |
| Počet obyvatel | 137  | 155  | 175  | 253  | 270  | 251  | 313  | 124  | 286  | 424  | 429  | 380  | 370  | 277  | 233  |
| Počet domů     | 13   | 17   | 21   | 24   | 26   | 26   | 37   | 43   | 43   | 46   | 51   | 53   | 62   | 67   | 84   |